# Ramosulus corrugipennis
Ramosulus corrugipennis är en insektsart som först beskrevs av Henry Fairfield Osborn 1926.  Ramosulus corrugipennis ingår i släktet Ramosulus och familjen dvärgstritar. Inga underarter finns listade i Catalogue of Life.